# Tephrosia punctata
Tephrosia punctata är en ärtväxtart som beskrevs av Jan Bevington Gillett. Tephrosia punctata ingår i släktet Tephrosia och familjen ärtväxter.

## Underarter
Arten delas in i följande underarter:
- T. p. punctata
- T. p. redheadii